# Kvævhøgda
Kvævhøgda är en bergstopp i Antarktis. Den ligger i Östantarktis. Norge gör anspråk på området. Toppen på Kvævhøgda är 1 705 meter över havet, eller 107 meter över den omgivande terrängen. Bredden vid basen är 2,6 km.
Terrängen runt Kvævhøgda är huvudsakligen kuperad, men österut är den platt. Trakten är obefolkad. Det finns inga samhällen i närheten. 